# Lithium (Evanescence)
Lithium è il secondo singolo estratto dal secondo album The Open Door del gruppo statunitense Evanescence. Il singolo è stato pubblicato il 4 dicembre 2006.

## Descrizione
Lithium è stata scritta da Amy Lee e prodotta da Dave Fortman. Il tema della canzone è quello di un conflitto interiore tra pena e felicità, dolore e quiete; un dualismo che viene poi rappresentato visivamente durante il videoclip tramite una Amy Lee vestita di bianco ed una in nero che si muove sotto la superficie di un lago.
La parola Lithium sta ad indicare i sali di litio, utilizzati come farmaco nel trattamento del disturbo bipolare, patologia caratterizzata da frequenti variazioni nell'umore. Il gruppo, per mezzo della cantante Amy Lee, ha voluto precisare che questo non è citato per trattare propriamente della sostanza, ma viene utilizzato come simbolo della ricerca dell'equilibrio:
(Amy Lee, intervista con MTV Italia)

### Composizione
Il brano si apre con la voce di Amy Lee accompagnata solamente dal piano, dopo una frase a cappella entrano tutti gli altri strumenti in un climax ascendente dove si susseguono piano, archi e infine, con soluzione di continuità, chitarra e batteria.
Secondo gli spartiti musicali pubblicati dalla Alfred Publishing sul sito Musicnotes.com, "Lithium" è una canzone scritta in chiave di SI bemolle minore. È impostata su un tempo rock moderato ed eseguita in un tempo di 116 battiti al minuto. L'estensione vocale di Amy nella canzone va dal La♭3 al Sol♭5.
Amy Lee, durante un'intervista VH1, ha rivelato la lontana genesi del ritornello:

## Video musicale
Il video musicale è stato diretto da Paul Fedor tra il 31 ottobre e il primo novembre del 2006. Nel video ci sono varie scene in cui Amy Lee e gli altri membri della band si esibiscono in una foresta innevata, dove vengono mostrate due versioni della cantante simboleggianti le due contrapposte emozioni della felicità e del dolore. Il tutto rievoca il significato stesso del testo. A differenza di quanto accade nel precedente videoclip Call Me When You're Sober, dove la leader del gruppo, vestendo i panni di una Cappuccetto Rosso versione rock, deve affrontare un lupo cattivo, nel video di Lithium deve fronteggiare sé stessa.
Durante un'intervista con MTV News, Amy ha detto:
La premier del video ha avuto luogo sul sito web Canadese MuchMusic.com il 24 novembre 2006, in seguito fu pubblicato online anche su altri siti tra cui YouTube e Myspace. Il video fu pubblicato dalla Wind-up anche nel sito ufficiale della band il 27 novembre. Il download digitale su iTunes fu reso disponibile dal 19 dicembre.

## Tracce
- CD singolo[9]

1. Lithium – 3:48
2. The Last Song I'm Wasting On You – 4:09

- CD maxi singolo[10]

1. Lithium – 3:48
2. The Last Song I'm Wasting On You – 4:09
3. All That I'm Living For (Acoustic version) – 4:33
4. Lithium (Video/Acoustic version)

- CD cardsleeve singolo[11]

1. Lithium – 3:48
2. The Last Song I'm Wasting On You – 4:09

- Vinile 7" picture disc[12]

1. Lithium – 3:48
2. The Last Song I'm Wasting On You – 4:09

## Formazione
Crediti tratti dal libretto di The Open Door.
Gruppo
- Amy Lee – voce, tastiera
- Terry Balsamo – chitarra solista
- John LeCompt – chitarra ritmica
- Tim McCord – basso
- Rocky Gray – batteria

Altri
- Amy Lee – songwriting, strumentazione, programmazione aggiuntiva
- David Campbell – arrangiamenti orchestrali
- DJ Lethal – programmazione
- Dave Fortman – produzione, missaggio
- Jeremy Parker – ingegneria del suono
- Ted Jensen – mastering

## Classifiche
| Classifica (2006/07)          | Posizione massima |
| ----------------------------- | ----------------- |
| Australia                     | 26                |
| Austria                       | 41                |
| Brasile                       | 14                |
| Germania                      | 44                |
| Irlanda                       | 30                |
| Italia                        | 2                 |
| Nuova Zelanda                 | 16                |
| Paesi Bassi                   | 55                |
| Regno Unito                   | 32                |
| Stati Uniti                   | 124               |
| Stati Uniti (mainstream rock) | 39                |
| Svezia                        | 23                |
| Svizzera                      | 40                |